# Think Gum
Think Gum är ett tuggummi som innehåller koffein och andra olika typer av medel som förmodas höja koncentrationen.